# Pamela Peragallo
Isabel Pamela Peragallo Lagos (Santiago  10 de septiembre de 1970) es una actriz chilena de televisión, reconocida por participar varias teleseries durante los años 1990. Su papel más recordado fue Andrea Castellot en Ámame.
En 1998 se cerró el área dramática de Mega y ella tomó la decisión de radicarse en Miami, y cambiar de vida. Dicta clases de actuación en la academia de Maitén Montenegro y ha participado en varios comerciales, cursos de guion y teleseries como La gata salvaje —que en Chile emitió TVN— y De amor al odio. Incluso fue el rostro de Tylenol —la famosa marca de analgésicos en Estados Unidos— para el mercado latino.
Está casada y tiene una hija llamada Sofía.

## Telenovelas
- 1998 - A todo dar
- 1997 - Rossabella
- 1995 - Juegos de fuego
- 1994 - Rojo y miel
- 1993 - Ámame
- 1993 - Jaque mate
- 1992 - Trampas y caretas

## Series y Otros
- 2000 - Cuentos de la ciudad  TVN